# Female Intuition
Female Intuition is een single van het trio Mai Tai uit 1986.

## Hitnotering

### Nederlandse Top 40
| Positie: | 25 | 14 | 12 | 9 | 9 | 12 | 17 | 25 | 39 | uit |

### NederlandseMega top 50
| Positie: | 48 | 12 | 12 | 13 | 20 | 23 | 25 | 40 | 41 | 49 | uit |